# Jiří Letáček
Jiří Letáček (Pardubice, 9 gennaio 1999) è un calciatore ceco, portiere del Getafe.

## Carriera

### Club
Letáček è cresciuto nel settore giovanile del Pardubice, ed ha debuttato in prima squadra il 22 settembre 2018 nell'incontro di Fotbalová národní liga pareggiato 1-1 contro lo Zbrojovka Brno. Nel 2022 è passato al Baník Ostrava dove nella stagione 2023-2024 ha guadagnato la titolarità.
Il 13 luglio 2024 è stato acquistato dal Getafe, club della prima divisione spagnola.

### Nazionale
Ha giocato nelle nazionali giovanili ceche Under-16, Under-17 ed Under-18.

## Statistiche
Statistiche aggiornate al 15 agosto 2024.

### Presenze e reti nei club
| Stagione        | Squadra         | Campionato      | Campionato | Campionato | Coppe nazionali | Coppe nazionali | Coppe nazionali | Coppe continentali | Coppe continentali | Coppe continentali | Altre coppe | Altre coppe | Altre coppe | Totale | Totale | Totale |
| Stagione        | Squadra         | Comp            | Pres       | Reti       | Comp            | Pres            | Reti            | Comp               | Pres               | Reti               | Comp        | Pres        | Reti        | Pres   | Reti   |        |
| --------------- | --------------- | --------------- | ---------- | ---------- | --------------- | --------------- | --------------- | ------------------ | ------------------ | ------------------ | ----------- | ----------- | ----------- | ------ | ------ | ------ |
| 2020-2021       | Pardubice B     | CFL             | 3          | -5         |                 | -               | -               |                    | -                  | -                  |             | -           | -           | 3      | -5     |        |
| 2021-2022       | Pardubice B     | CFL             | 9          | -19        |                 | -               | -               |                    | -                  | -                  |             | -           | -           | 9      | -19    |        |
| 2018-2019       | Pardubice       | FNL             | 21         | -24        | CRC             | 1               | 0               |                    | -                  | -                  |             | -           | -           | 22     | -24    |        |
| 2019-2020       | Pardubice       | FNL             | 11         | -7         | CRC             | 0               | 0               |                    | -                  | -                  |             | -           | -           | 11     | -7     |        |
| 2020-2021       | Pardubice       | 1L              | 12         | -12        | CRC             | 0               | 0               |                    | -                  | -                  |             | -           | -           | 12     | -12    |        |
| 2021-2022       | Pardubice       | 1L              | 11         | -26        | CRC             | 1               | 0               |                    | -                  | -                  |             | -           | -           | 12     | -26    |        |
| 2022-2023       | Baník Ostrava B | MSFL            | 6          | -6         |                 | -               | -               |                    | -                  | -                  |             | -           | -           | 6      | -6     |        |
| 2022-2023       | Baník Ostrava   | 1L              | 9          | -7         | CRC             | 1               | -3              |                    | -                  | -                  |             | -           | -           | 10     | -10    |        |
| 2023-2024       | Baník Ostrava   | 1L              | 32         | -37        | CRC             | 0               | 0               |                    | -                  | -                  |             | -           | -           | 32     | -37    |        |
| 2024-2025       | Getafe          | PD              | 0          | 0          | CR              | 0               | 0               |                    | -                  | -                  |             | -           | -           | 0      | 0      |        |
| Totale carriera | Totale carriera | Totale carriera | 114        | -143       |                 | 3               | -3              |                    | -                  | -                  |             | -           | -           | 117    | -146   |        |

## Palmarès

### Club

#### Competizioni nazionali
- Fotbalová národní liga: 1

Pardubice: 2019-2020